# أليكساندر رويز
أليكساندر رويز (بالفرنسية: Alexandre Ruiz)‏ هو حكم فرنسي، ولد في 24 مارس 1987 في بيزييه في فرنسا.